# Gathynia mesilauensis
Gathynia mesilauensis är en fjärilsart som beskrevs av Holloway 1976. Gathynia mesilauensis ingår i släktet Gathynia och familjen Uraniidae. Inga underarter finns listade i Catalogue of Life.